# سكوت بانيستر
سكوت بانيستر (بالإنجليزية: Scott Banister)‏ هو رائد أعمال أمريكي، ولد في 1975 في كانساس سيتي في الولايات المتحدة.